# Earl Kenneth Fernandes
Earl Kenneth Mario Fernandes (Toledo, 21 settembre 1972) è un vescovo cattolico statunitense, dal 2 aprile 2022 vescovo di Columbus. È il primo vescovo statunitense di origini indiane in servizio in una diocesi di rito latino degli Stati Uniti ed è la prima persona di colore a essere divenuto vescovo della diocesi di Columbus. Dal giugno del 2022 Fernandes è anche il più giovane ordinario diocesano degli Stati Uniti.

## Biografia
Earl Kenneth Mario Fernandes è nato a Toledo, nell'Ohio, il 21 settembre 1972 da Sydney Oswald Fernandes e Thelma (nata Noronha). I suoi genitori sono nati rispettivamente a Goa e Mangalore e nel 1971 e sono emigrati negli Stati Uniti da Bombay (ora Mumbai). Suo padre ha lavorato come medico, ottenendo una Green Card in parte a causa della necessità di medici durante il periodo intorno alla guerra del Vietnam. Sua madre era un'insegnante. Fernandes ha quattro fratelli, uno dei quali è un diacono in servizio presso la chiesa greco-cattolica ucraina di San Michele Arcangelo a Rossford, nell'Ohio. Fernandes ha ricordato che la sua formazione spirituale è stata favorita dall'amore per la fede cristiana che i suoi genitori gli avevano trasmesso. Ogni giorno la madre di Fernandes iniziava la giornata con una preghiera di offerta mattutina e quando la famiglia andava a trovare il padre che lavorava in ospedale, spesso lo trovavano a pregare nella cappella dell'ospedale nel tempo libero. Inoltre, egli era solito offrire assistenza medica gratuita ai pazienti.
La famiglia ha frequentato la parrocchia di San Tommaso d'Aquino sul lato est di Toledo, una chiesa della classe operaia che Fernandes ha definito "una seconda casa".

### Formazione e ministero sacerdotale
Fernandes ha frequentato la St. Francis De Sales School, diplomandosi nel 1990, nella stessa classe dell'attuale sindaco di Toledo, Wade Kapszukiewicz.
Nel 1994 ha conseguito una laurea in biologia presso l'Università di Toledo e successivamente ha studiato fisiologia per un anno presso l'Università di Salford, in Inghilterra. Durante un viaggio a Roma, nel 1995, ha iniziato a sentirsi chiamato al sacerdozio durante un'esperienza di preghiera vissuta presso la tomba di San Pietro nella Città del Vaticano. Come i suoi quattro fratelli, Fernandes è stato ammesso alla Facoltà di medicina dell'Università di Cincinnati e ha studiato tale disciplina per due anni. In seguito la ha lasciata per entrare a Casa Balthazar, una casa di discernimento a Roma. Nel 1997 ha intrapreso gli studi seminaristici per l'arcidiocesi di Cincinnati presso il Mount St. Mary's Seminary of the West di Cincinnati.
Il 29 settembre 2001 è stato ordinato diacono per l'arcidiocesi di Cincinnati nella basilica cattedrale diocesana da monsignor Daniel Edward Pilarczyk. L'anno successivo ha conseguito la laurea magistrale in teologia e il 18 maggio monsignor Pilarczyk lo ha ordinato presbitero nella stessa basilica cattedrale. Il suo primo incarico pastorale è stato quello di vicario parrocchiale della parrocchia dei Santi Angeli a Sidney dal luglio del 2002 al luglio del 2004 e di insegnante alla Lehman Catholic High School nella stessa cittadina dall'agosto del 2002 al luglio del 2004. Nel 2004 è stato inviato a Roma per studi. Nel 2007 ha conseguito il dottorato in teologia morale con specializzazione in bioetica presso l'Accademia alfonsiana con una tesi intitolata "Marital Sexual Communion and the Challenge of AIDS: A Critical Inquiry into the Responses of the Scientific and Political Communities and of the Catholic Church to the Crisis of HIV and AIDS". In questo periodo ha incontrato il movimento ecclesiale laicale di Comunione e Liberazione ed è stato profondamente influenzato da esso. Tornato in patria, è stato professore assistente di teologia morale presso il Mount Saint Mar's Seminary of the West di Cincinnati dal luglio 2008 al marzo del 2016 e decano accademico dal luglio del 2011 al marzo del 2016. È stato anche collaboratore pastorale della parrocchia degli Angeli Custodi a Cincinnati dal 2008 al 2014. Nel 2013 ha pubblicato con l'Institute for Priestly Formation un libro intitolato "Seminary Formation and Homosexuality" nel quale difende il divieto di papa Benedetto XVI di ammettere gli omosessuali nei seminari cattolici.

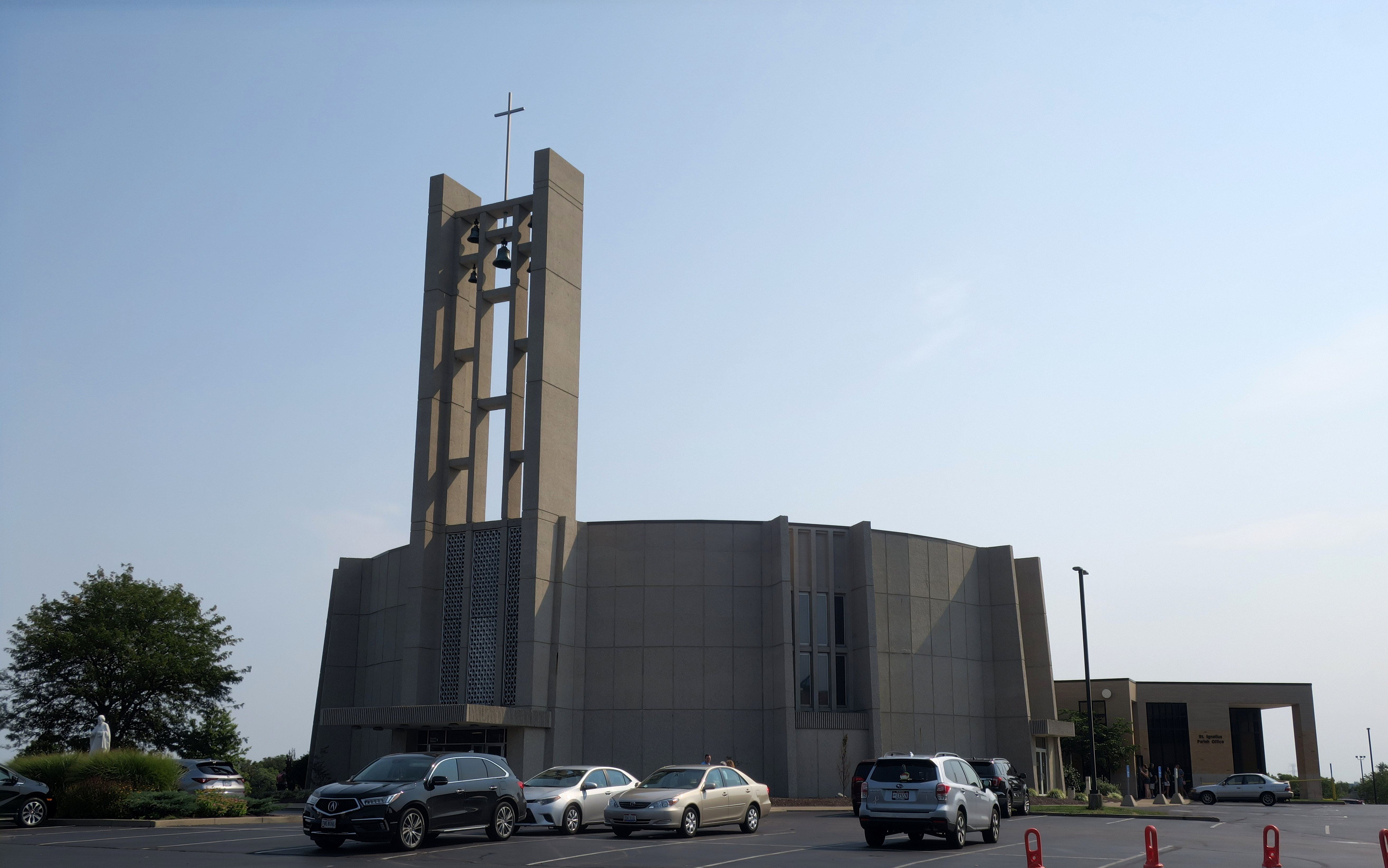
La chiesa di Sant'Ignazio di Loyola a Cincinnati, Ohio, dove Fernandes è stato parroco dal 2019 al 2022.

Dal luglio del 2014 al marzo del 2016 è stato amministratore parrocchiale della parrocchia del Sacro Cuore a Cincinnati. Lì ha celebrato la messa tridentina insieme a funzioni in italiano e in inglese. Ha detto che la maggior parte dei presenti alla messa in latino erano giovani "alla ricerca di riverenza e bellezza, un senso di trascendenza e di essere collegati ai loro genitori e nonni, le generazioni di fede. [...] Anche la messa in latino è tranquilla. Ci sono così tanti rumori e affari nella nostra vita. Entrano interiormente nelle liturgie e la amano per la sua tradizione, la Fede dei loro padri". Fernandes è stato anche nominato missionario della misericordia da papa Francesco in occasione del Giubileo straordinario della misericordia del 2016.
Nel 2016 Fernandes ha iniziato a prestare servizio come segretario del nunzio apostolico negli Stati Uniti d'America. Ha affiancato prima l'arcivescovo Carlo Maria Viganò e poi l'arcivescovo Christophe Pierre.
Nel marzo del 2019 è tornato in diocesi per assumere l'ufficio di parroco della parrocchia di Sant'Ignazio di Loyola a Cincinnati. Fernandes ha assunto la guida della parrocchia dopo che il suo predecessore era stato accusato di avere commesso uno stupro prima di essere ordinato sacerdote. I parrocchiani parlavano molto bene di lui e della sua gestione della parrocchia dopo la crisi.
È stato anche membro del Centro nazionale di bioetica cattolica, giudice del tribunale matrimoniale arcidiocesano, membro del consiglio di fondazione del Pontificio Collegio Josephinum a Columbus ed esorcista dell'arcidiocesi.

### Ministero episcopale
Il 2 aprile 2022 papa Francesco lo ha nominato vescovo di Columbus. Ha ricevuto l'ordinazione episcopale il 31 maggio successivo nella chiesa di San Paolo Apostolo a Westerville dall'arcivescovo metropolita di Cincinnati Dennis Marion Schnurr, co-consacranti l'arcivescovo Christophe Pierre, nunzio apostolico negli Stati Uniti d'America, e il vescovo di Brooklyn Robert John Brennan. Durante la stessa celebrazione ha preso possesso della diocesi. Come motto episcopale ha scelto l'espressione "Veni per Mariam". È il primo vescovo statunitense di origini indiane in servizio in una diocesi di rito latino degli Stati Uniti ed è la prima persona di colore a essere divenuto vescovo della diocesi di Columbus. Inoltre, è il quarto vescovo di Columbus proveniente dal clero dell'arcidiocesi di Cincinnati; gli altri sono stati Sylvester Horton Rosecrans, Henry Moeller e Clarence George Issenmann.
Fernandes intende portare avanti l'iniziativa "Real Presence Real Future" che è stata un segno distintivo dell'episcopato del suo predecessore, il vescovo Robert John Brennan. L'iniziativa "mira a determinare come mantenere una forte presenza cattolica nelle 23 contee della diocesi e utilizzare al meglio le sue risorse". È probabile che il processo comporterà la chiusura di alcune parrocchie.
In seno alla Conferenza dei vescovi cattolici degli Stati Uniti è membro del comitato per la dottrina, del sottocomitato per il catechismo e di quello per gli affari dell'Asia e delle isole del Pacifico.
È membro di quarto grado dei Cavalieri di Colombo.

## Opere
- Inculturation: a study of inculturation and the liturgy of the word in India, Cincinnati, Athenaeum of Ohio, 2002,  p. 97.
- Marital sexual communion and the challenge of AIDS : a critical inquiry into the responses of the scientific and political communities and of the catholic Church to the crisis of HIV and AIDS, Roma, Pontificia Università Lateranense, 2007,  pp. VIII, 421.
- Seminary Formation and Homosexuality Changing Sexual Morality and the Church's Response, in The Linacre quarterly, vol. 78, n. 3, agosto 2011,  pp. 306-329.
- Seminary Formation and Homosexuality, Omaha, Institute for Priestly Formation, 2013,  p. 44, ISBN 9780988761308. URL consultato il 3 giugno 2022.
- con Ashley K. Fernandes, The demands of human dignity: Sexuality in the young person with intellectual disabilities, in The Linacre quarterly, vol. 81, n. 4, novembre 2014,  pp. 343-362.

## Genealogia episcopale
La genealogia episcopale è:
- Cardinale Scipione Rebiba
- Cardinale Giulio Antonio Santori
- Cardinale Girolamo Bernerio, O.P.
- Arcivescovo Galeazzo Sanvitale
- Cardinale Ludovico Ludovisi
- Cardinale Luigi Caetani
- Cardinale Ulderico Carpegna
- Cardinale Paluzzo Paluzzi Altieri degli Albertoni
- Papa Benedetto XIII
- Papa Benedetto XIV
- Papa Clemente XIII
- Cardinale Marcantonio Colonna
- Cardinale Giacinto Sigismondo Gerdil, B.
- Cardinale Giulio Maria della Somaglia
- Cardinale Carlo Odescalchi, S.I.
- Cardinale Costantino Patrizi Naro
- Cardinale Lucido Maria Parocchi
- Papa Pio X
- Papa Benedetto XV
- Papa Pio XII
- Cardinale Francis Joseph Spellman
- Cardinale Terence James Cooke
- Vescovo Howard James Hubbard
- Arcivescovo Harry Joseph Flynn
- Arcivescovo Dennis Marion Schnurr
- Vescovo Earl Kenneth Mario Fernandes